# Prakteufonia
Prakteufonia (Chlorophonia elegantissima) är en fågel i familjen finkar inom ordningen tättingar. Den förekommer i Centrealamerika från Mexiko till Panama.

## Utseende och läte
Prakteufonia är en mycket liten fink med en kroppslängd på 10 cm. Fjäderdräkten är praktfull. Hanen är mörkt rostbrun under, med svart strupe och turkosblå huva. Honan är grönaktig med turkosblått på huvudet och rostfärgad panna. Sången är lång, med en blandning och små drillar, bubbliga toner och tjippande läten.

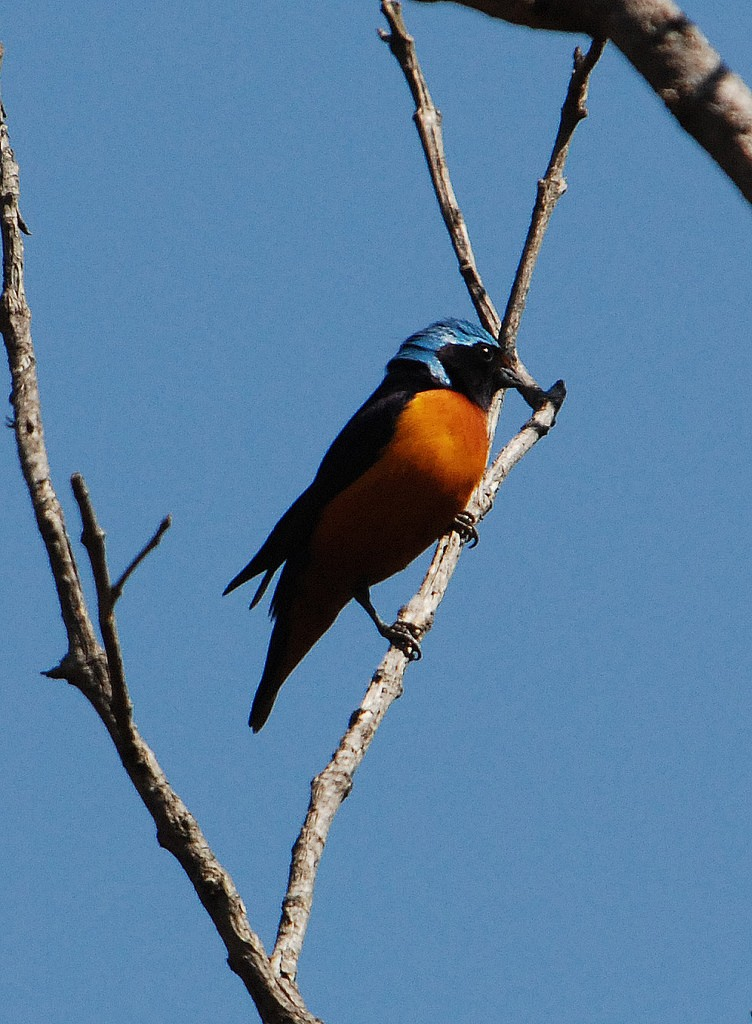
Hane.

## Utbredning och systematik
Prakteufonia delas in i tre underarter med följande utbredning:
- rileyi – förekommer i bergsskogarna i nordvästra Mexiko (sydöstra Sonora och nordöstra Sinaloa)
- elegantissima – förekommer i norra Mexiko (södra Sinaloa och sydvästra Tamaulipas) till nordvästra Guatemala
- vincens – förekommer från sydöstra Guatemala till västra Panama

### Släktestillhörighet
Arten placeras traditionellt med andra eufonior i släktet Euphonia. Genetiska studier visar dock att den står närmare klorofoniorna i Chlorophonia och har därför flyttats dit.

### Familjetillhörighet
Tidigare behandlades släktena Euphonia och Chlorophonia som tangaror, men DNA-studier visar att de tillhör familjen finkar, där de tillsammans är systergrupp till alla övriga finkar bortsett från släktet Fringilla.

## Levnadssätt
Prakteufonian hittas i olika typer av miljöer, från fuktiga skogar med ek och tall till häckar och buskage i jordbruksbygd, så länge det finns mistel, vars bär utgör den huvudsakliga födan. Fågeln väver ett rundat eller sfäriskt bo av tunna rötter och torra gräsfibrer. Det placeras upp till 18 meter upp på en avsats eller bland elifyter och mossa på en trädgren. Däri lägger den tre gräddvita ägg med brunaktiga eller lilafärgade fläckar.

## Status och hot
Arten har ett stort utbredningsområde, men tros minska i antal, dock inte tillräckligt kraftigt för att den ska betraktas som hotad. Internationella naturvårdsunionen IUCN listar därför arten som livskraftig (LC). Beståndet uppskattas till i storleksordningen 50 000 till en halv miljon vuxna individer.